# Gloria Sports Arena
Die Gloria Sports Arena ist ein Sportkomplex im türkischen Belek.
Bauherrin des Sportkomplexes, der nach deren Aussagen „der größte Olympia-Sportkomplex der Türkei“, ist die Kette Gloria Hotels & Resorts, die zur Özaltin Holding in Ankara gehört. Der Spatenstich für das rund 50 Millionen Dollar teure Bauvorhaben erfolgte im April 2013; die Eröffnung war zu Beginn des Jahres 2015.
Der Komplex auf 105.000 Quadratmetern besteht aus einem Hallen- sowie einem Außenbereich mit Anlagen für verschiedene Sportarten, darunter Leichtathletik, Schwimmen, Gymnastik, Boxen, Fechten, Judo, Ringkampf, Handball, Basketball, Volleyball, Tischtennis, Turnen, Badminton, Tanzsport und Gewichtheben. Dazu gehören auch zwei neue Trainingsplätze nach FIFA-Standard, die schon im Dezember 2012 in Betrieb genommen wurden.